# Hildebrandtiella
Hildebrandtiella là một chi rêu trong họ Pterobryaceae.